# Coet accelerador sòlid del transbordador espacial

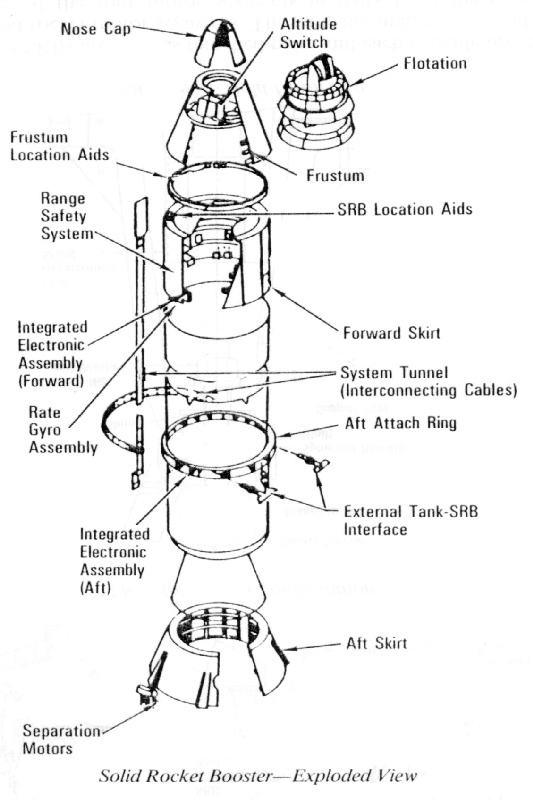
Diagrama de l'SRB

Els coets acceleradors sòlids del transbordador espacial (SRB, de l'anglès solid rocket booster) són el parell de grans coets sòlids utilitzats pel transbordador espacial durant els dos primers minuts de vol amb motor. Estan situats a banda i banda del tanc extern de combustible, que és de color taronja. Proporcionaven el 83% de l'empenyiment necessari per a l'enlairament. Cada SRB generava 1,8 vegades més empenyiment d'enlairament que el motor F-1 utilitzat en el coet lunar Saturn V. Els SRB són els coets de combustible sòlid més grans de la història, i els primers a ser utilitzats com a propulsió principal en missions tripulades. Els SRB utilitzats es recullen del mar, se'ls restaura, se'ls recarrega amb combustible, i se'ls torna a utilitzar en diverses missions.
- L'accident del transbordador espacial Challenger fou produït per un defecte de la junta tòrica de l'SRB dret del transbordador.
- El coet Ares I, dissenyat per al Projecte Constellation de la NASA, estava basat en els SRB.

El contractista que fabricava els SRB era la companyia de defensa Alliant Techsystems.